# Кербалаи Сефихан Карабаги
Кербалаи Сефихан Карабаги (азерб. Kərbəlayı Səfixan Qarabaği) — азербайджанский архитектор, представитель созданной в Карабахе своеобразной архитектурной школы.
В работах Карабаги особенно заметна та тенденция, когда сочетаются традиционные и романтические элементы. Кербалаи Сефихан спроектировал много зданий, в Агдаме, Физули, Шуше. Для его проектов (например для мечети в Агдаме и Барде) использовались простые приёмы, основанные на азербайджанских архитектурных традициях.

## Творчество
Характерной особенностью творчества Кербалаи Сефихана Карабаги было рациональное и умелое использование традиций местного зодчества. Архитектором в 1883 году была достроена Верхнюю мечеть Гевхар-аги, на которой в розетке на перегородке вписано по-арабски: «Сделал Кербалаи Сафи хан, архитектор Карабахский. 1301» (1883—1884 гг.). Имя мастера встречается также на другой мечети Гевхар-аги, находящейся в нижней части Шуши, а также на мечети города Физули: «Сделал Кербалаи Сафи хан-архитектор Карабахский. 1307 год» (1889—1890 гг.).
Среди построенных по проекту Сефихана сооружений, можно назвать баню Ширин су в Шуше, мечеть в Барде (1868), Агдамскую мечеть (1870), «Татарская мечеть» (1870) в Одессе, мечеть «Карабаглар» (1880) в Ашхабаде, ряд квартальных мечетей в городе Шуша и другие гражданские здания в Карабахе.
Благодаря использованию Сефиханом Карабаги традиций местного армянского зодчества карабахский регион получил единый тип мечетей с присущей только им организацией внутреннего пространства — членение каменными колоннами на двухэтажные галереи и использование купольными перекрытиями.

## Фотогалерея
|                                         |                                                              |                                                        |
| Агдамская мечеть (1870 год) в 2010 году | Верхняя мечеть Гевхар-аги (1883—1885 гг.) в Шуше в 1992 году | Нижняя мечеть Гевхар-аги (1875 год) в Шуше в 2005 году |

## Источник
- Мешедиханым Неймет, доктор наук, член-корр. НАН Азербайджана. Эпиграфические памятники Карабаха.